# Munia Burguigue
Munia Burguigue (21 de enero de 1975) es una deportista marroquí que compitió en taekwondo. Ganó dos medallas en el Campeonato Mundial de Taekwondo en los años 1997 y 2003.
Participó en dos Juegos Olímpicos de Verano en los años 2000 y 2004, su mejor actuación fue un quinto puesto logrado en Sídney 2000 en la categoría de +67 kg.

## Palmarés internacional
| Campeonato Mundial | Campeonato Mundial                | Campeonato Mundial | Campeonato Mundial |
| Año                | Lugar                             | Medalla            | Categoría          |
| ------------------ | --------------------------------- | ------------------ | ------------------ |
| 1997               | Hong Kong (China)                 | Medalla de plata   | –70 kg             |
| 2003               | Garmisch-Partenkirchen (Alemania) | Medalla de bronce  | –72 kg             |